# Château Valduc
Le château Valduc est un château de style éclectique édifié en 1870 par le baron Paul de Cartier, derrière ses fabriques, les futures Usines Ligot et sur le côte opposé de la Duivelskeulstraet . Une allée particulière relia sa propriété à la chaussée qui relie Bruxelles à Tervueren  en croisant cette Duivelskeulstraet.

## Historique
Le 12 septembre 1876, Paul de Cartier vend le château à Emmanuel de Prelle de la Nieppe, Premier Président de la Cour d'appel de Bruxelles et son épouse, Charlotte de Haussy. Charlotte décède le 1er octobre 1883 et Emmanuel le 10 avril 1887.
Le 1er juin 1893, un de leurs quatre enfants, Claire, épouse d'Auguste van Maldeghem, Premier Président de la Cour de Cassation, reprend les parts de ses frères et sœurs. Le cadastre reprend en 1898 la dénomination Valducveld pour les terres qui entourent le Valduc.
Auguste van Maldeghem décède le 12 mars 1911 et ce n'est que le 19 mars 1918 que sa veuve donne le château en location au Docteur Edmond Cordier, assorti d’une option d’achat qu'il lèvera le 30 avril 1921.
Après le décès d'Edmond, Marguerite Parmentier, son épouse, demeura au Valduc jusqu’en 1958. Le Valduc resta alors presque à l’abandon. La rue où se trouve le château sera baptisée avenue Docteur Edmond Cordier le 2 décembre 1960.
Le 9 avril 1963, Marguerite et ses enfants vendent le château et un terrain de près de 31 ares, à son arrière-petit-fils, Jacques Dykmans et son épouse Marguerite Michelet, de retour du Congo belge.

## Descriptif
Paul de Cartier achète des terrains pour construire le Valduc :
- le 22 décembre 1869 à Henri de Brouckère, plus de 51 ares de terrain avec les bâtisses s’y trouvant ;
- le 4 janvier 1870 à Edouard Wielmacker 2,87 ha avec un chalet dessus ;
- le 4 février 1870 plus de 25 ares aux frères de Haveskerke ;
- le 21 septembre 1871 une terre de plus de 41 ares à Georgine Maluin-Demat.

On suppose que l'architecte du château serait Henri Beyaert, maître de l’architecture éclectique.
Les actes notariaux décrivent la bâtisse comme luxueusement décorée et comprenant au rez-de-chaussée: une salle à manger, un office, une serre, trois salons et un fumoir; aux étages: neuf chambres à coucher, cabinet de bains, mansardes et cabinets, vastes souterrains voûtés.
Jadis, l’habitation était chauffée par un calorifère.
La propriété comprenait en outre l’écurie, la remise et la sellerie à proximité de la grille d'accès, ainsi qu'un jardin anglais, trois serres, une orangerie, deux jardins potagers et une maison de jardinier.
Ces bâtiments ont disparu début 2000, remplacés par un immeuble à appartements, nommé à tort Jardins du Valduc, car il remplace les remises et le potager. On peut cependant encore voir le haut mur de briques qui entourait les potagers à l’actuelle Rue Valduc.
Le long de la drève d'accès, parfois appelée avenue du Château, se situait la maison à trois demeures, antérieure au Valduc, comprenant une grange, une cour et des remises. L'une d'elles fut occupée par la Société Anonyme de la fabrique de céruse et de minium de fer d’Auderghem, qui y resta au moins jusqu’en 1879.